# De held (roman)
 De held  is een roman van de Nederlandse schrijfster Jessica Durlacher uit 2010.  De auteur behandelt de terugkerende thema’s uit de Tweede Wereldoorlog in de 21e eeuw: haat, meedogenloze vervolging en weerbaarheid.  Ze ontving hiervoor in 2010 de Opzij Literatuurprijs

## De drie hoofdpersonen
- Sara Silverstein. Ze vertelt de gebeurtenissen uit de periode 2009-2010 en de decennia ervoor. Zij is de dochter van Herman en Iezebel Silverstein, die de Tweede Wereldoorlog ternauwernood hebben overleefd. Haar man is de succesvolle producer Jacob Edelman. Samen hebben ze een zoon van 19 jaar Mich en een dochter van 13 jaar Tess. Ze wonen afwisselend in de Verenigde Staten en Nederland.
- Mich Silverstein. Hij is net als zijn zus Tess in de Verenigde Staten geboren en besluit tijdens zijn studie aan de Universiteit van Californië - Berkeley marinier te worden.
- Anton Raaijmakers is de zoon van de Amersfoortse politieman Laurens Raaijmakers, fanatiek NSB’er. Na de oorlog is Laurens tot levenslange gevangenisstraf veroordeeld, waarvan hij 6 jaar moest uitzitten. Hij arresteerde de ouders van Herman en hun vrienden voor een transport naar Kamp Westerbork. Een etage hoger ziet de dertienjarige Herman het gebeuren, met een Luger-pistool in zijn hand.

## Het verhaal
Sara maakt zich zorgen over de keuze van haar zoon Mich voor het Amerikaanse leger. Ze probeert tevergeefs hem dit voornemen uit zijn hoofd te praten. Haar vader overlijdt plotseling op 80-jarige leeftijd na een merkwaardige val in zijn tuin. Na een reis naar Baden-Baden, waar haar vader tot ereburger was benoemd vanwege het onrecht dat hem voor en in de oorlog door de nazi’s was aangedaan, vindt Sara een Luger-pistool in zijn Gispen-bureau. Bij het transport van het lege bureau naar haar huis, gaat het pistool spontaan af. Sara wordt tijdens haar gebruikelijke hardloopronde in het bos verkracht door een man die haar bij blijft als "Het Beest". Niet lang daarna wordt de familie thuis overvallen. Tess blijkt oraal verkracht en haar ouders overleven de overval maar net. Kostbaarheden, sieraden en obligaties verdwijnen uit de kluis en de politie start een groot onderzoek in. Sara zoekt zelf ook verder in de spullen van haar overleden vader. Ze komt in zijn stukken Laurens en zijn zoon Anton(Ton) Raaijmakers tegen. De eerste pakte haar grootouders op, de tweede bouwde een serre aan het huis van haar vader. Over dat bouwwerk werd vervolgens 6 jaar geprocedeerd. Drie maanden voor zijn dood won Herman de rechtszaak van de louche aannemer. Vervolgens valt hij, wordt Sara door de aannemer verkracht en tijdens de overval herkent ze de zoon van haar illegale Ghanese werkster, die als enige buiten de familie een huissleutel heeft.
Sara beseft dat ze nooit meer rustig zal kunnen leven. Jacob besluit zijn bedrijfsbeveiliger Benji in te schakelen. Hoewel ze besloten hebben wederom voor een periode naar de USA te verhuizen, zullen haar moeder en zus Tara blijvend aan gruwelijke vervolging blootstaan. Sara schaduwt de aannemer en besluit hem om te brengen. In de door haar gekozen nacht wordt ze tot haar verbazing bij zijn huis opgepikt door Jacob en Mich. De politie ontbiedt de volgende dag de familie en heeft nieuws. De hoofdverdachte Anton Raaijmakers is te midden van een groot deel van de buit met 2 kogels geliquideerd doodgebloed aangetroffen in een kraakpand. Zoon David, van haar Ghanese werkster Monica Vandijck, was al in beeld en ze zoeken alleen nog de derde man. De recherche houdt de dood van Anton op een onderlinge afrekening. Ook het lidmaatschap van de neonazistische groep "Blood and Honour" zou een rol gespeeld kunnen hebben. Volgens de politie was Raijmakers professioneel omgebracht. Geen sporen, geen hulzen. Sara laat het Luger-pistool in het Noordzeekanaal verdwijnen.
Aan het eind van het boek komt een verdwenen derde brief van opa Herman boven water, die hij aan de dertienjarige Mich had gegeven. Sara haar twee brieven worden bij de overval gestolen, maar komen via de post weer terug. In die derde brief beschrijft Herman een heldhaftig fictief scenario uit 1942. Hij schiet de 4 belagers van zijn ouders dood met het Luger-pistool en de familie ontsnapt via IJmuiden naar New York. Mich begreep op dertienjarige leeftijd dat hij weerbaar moest worden. Hij bereikte de hoogste staat van weerbaarheid als Amerikaans marinier.
Het boek werd in 2016 verfilmd.